# Собор Мо
Собор Святого Стефана в Мо (фр. Cathédrale Saint-Étienne de Meaux) — кафедральный собор епархии Мо.
Строительство собора началось в 1170-х годах на месте старой церкви Святого Стефана и завершилось четыре века спустя, в середине XVI века. Долгое строительство — результат Столетней войны и английской оккупации города.
Строительство сооружения начиналось с хора, первоначально здание имело черты романского стиля. До 1200 года была построена галерея вокруг хора церкви, три капеллы, нефы у хоров. В 1215—1220 годах возведены большие опоры трансепта, а хор был перекрыт ребристыми сводами. В 1235 году создана капелла в правом приделе нефа. В середине XIII века обнаружились дефекты в конструкции, и в 1269 году епископ Жан де Пуанси начал полную реконструкцию по проекту Готье де Варенфруа (фр.), известного также по строительству собора Эврё.
В 1317 году французский король Филипп V Длинный выделил землю для строительства ещё двух капелл, а после его смерти, в 1322-м пожертвование сделал и Карл IV Красивый. В 1331—1335 годах богатый горожанин из Мо Жан де Роз выделял средства на строительство последнего придела справа от нефа. С середины XIV века работы в соборе остановились из-за Столетней войны.
В период с 1390 по 1410 год проводились работы с нефом, но после оккупации англичан вновь прекратились до 1439 года. Таким образом, первые три пролёта нефа были завершены только во второй половине XV века, а четвёртый и пятый пролёты к концу века. Правая башня построена в 1505—1540 годах. Левый портал был завершен до 1506 года.
В 1562 году собор был разграблен и повреждён гугенотами. Высокий шпиль серьёзно пострадал и был снесён в 1610 году. Во время Французской революции, в 1793—1794 годах, был практически уничтожен архив епархии, и многие события ранней истории церкви неизвестны.
С 1840 года собор Святого Стефана в Мо является историческим памятником Франции. В 1912 году собор решением Папы Пия X получил титул малой базилики.

## Галерея

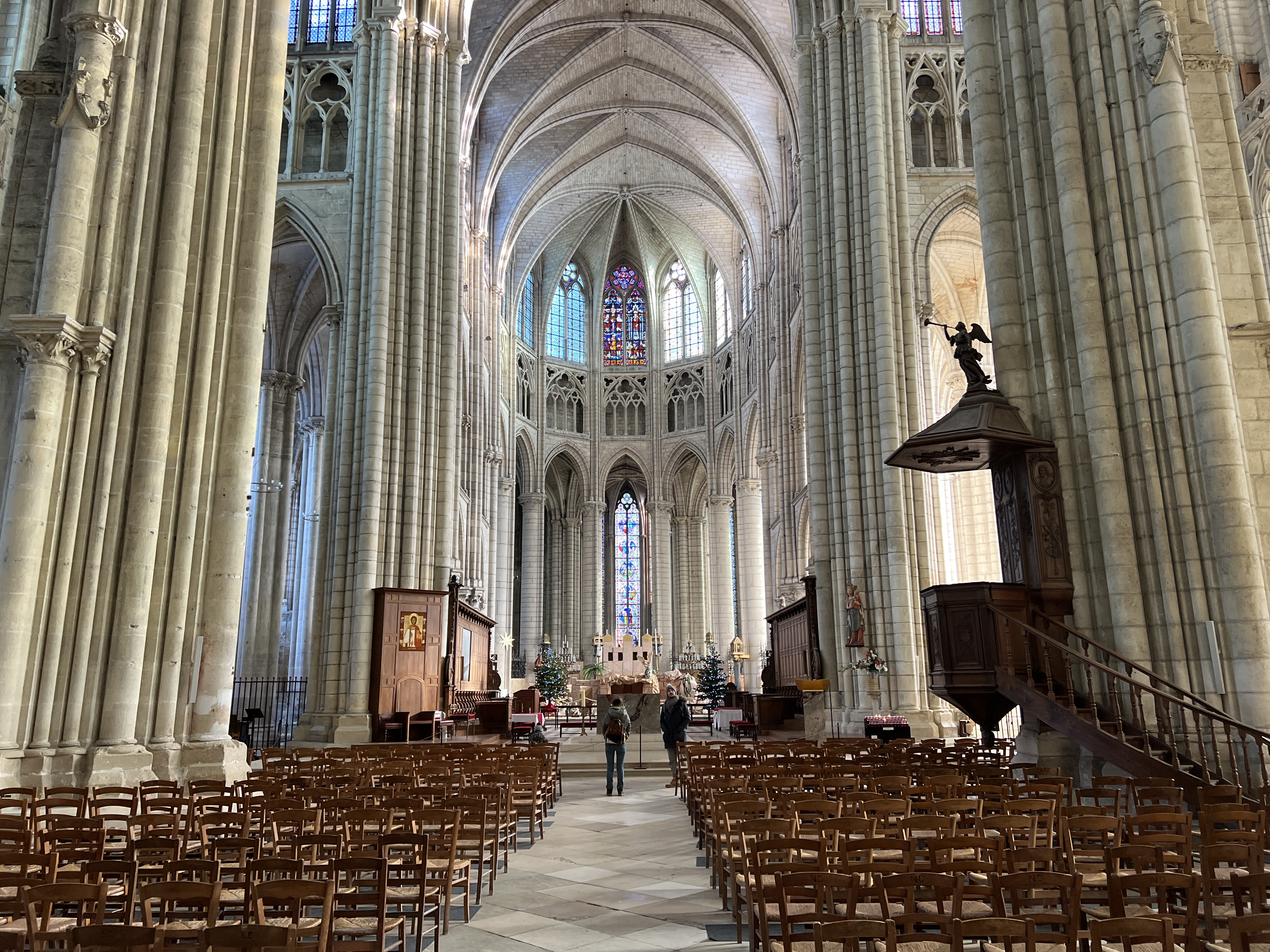
Интерьер собора
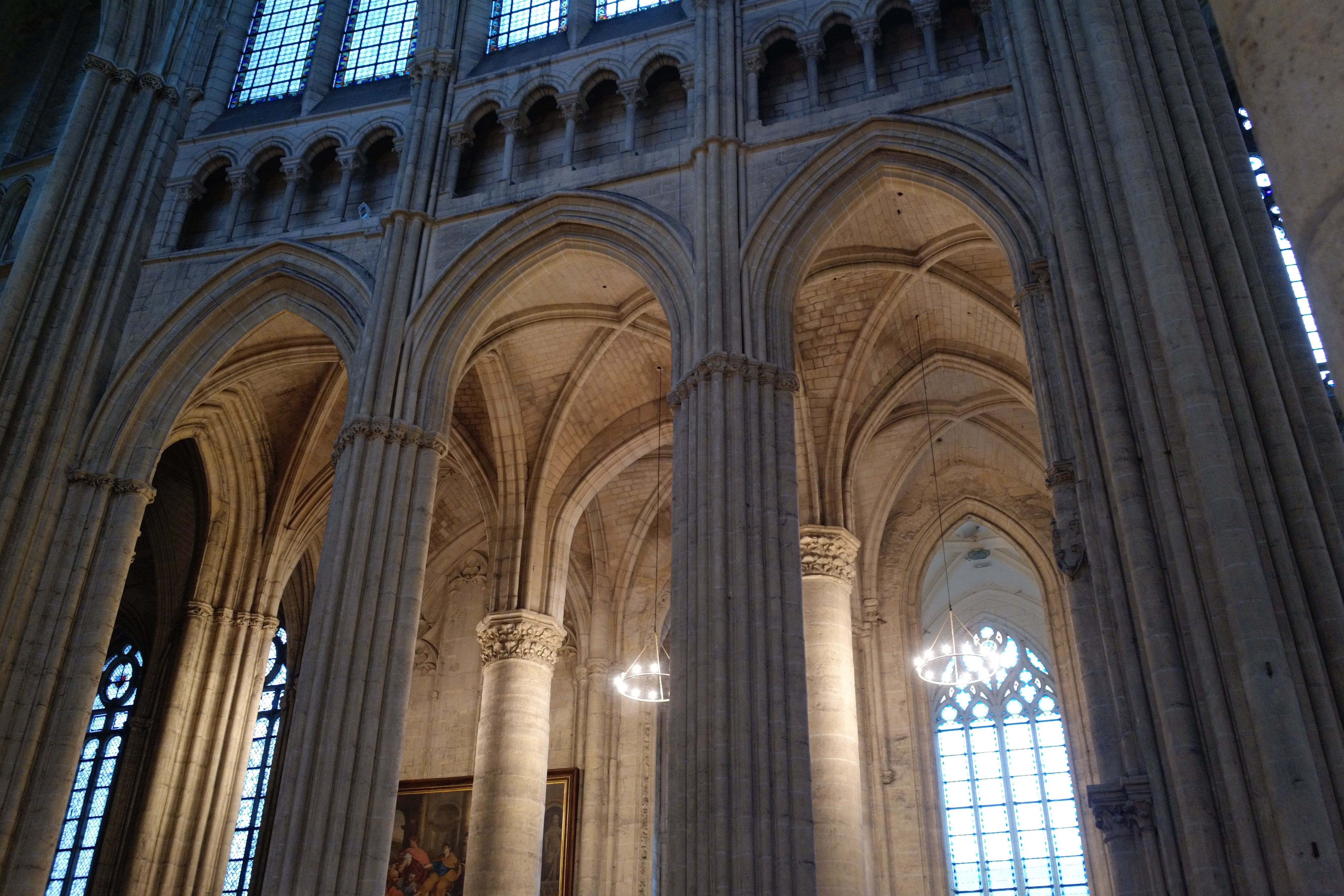
Арки в готическом стиле
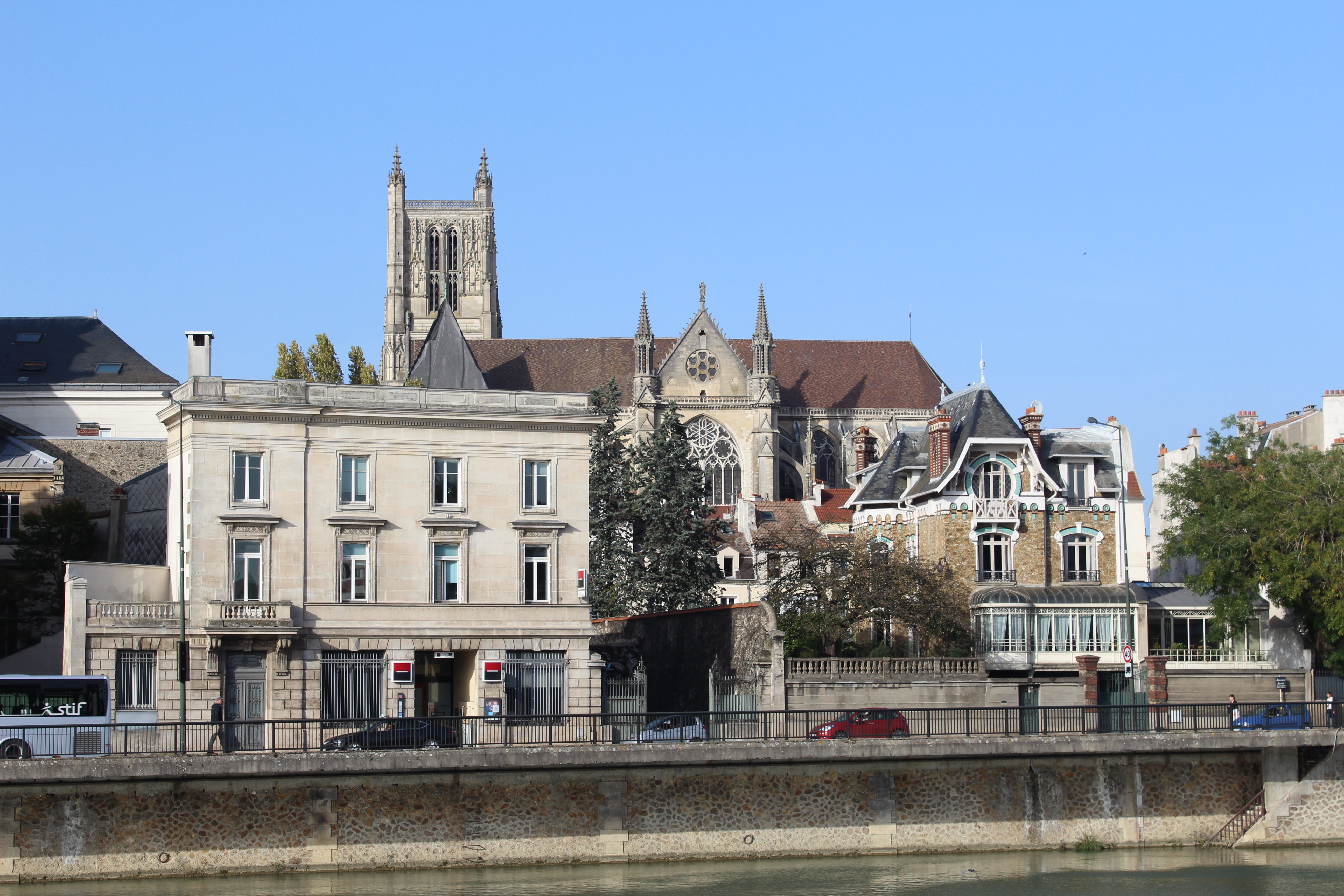
Вид с юга
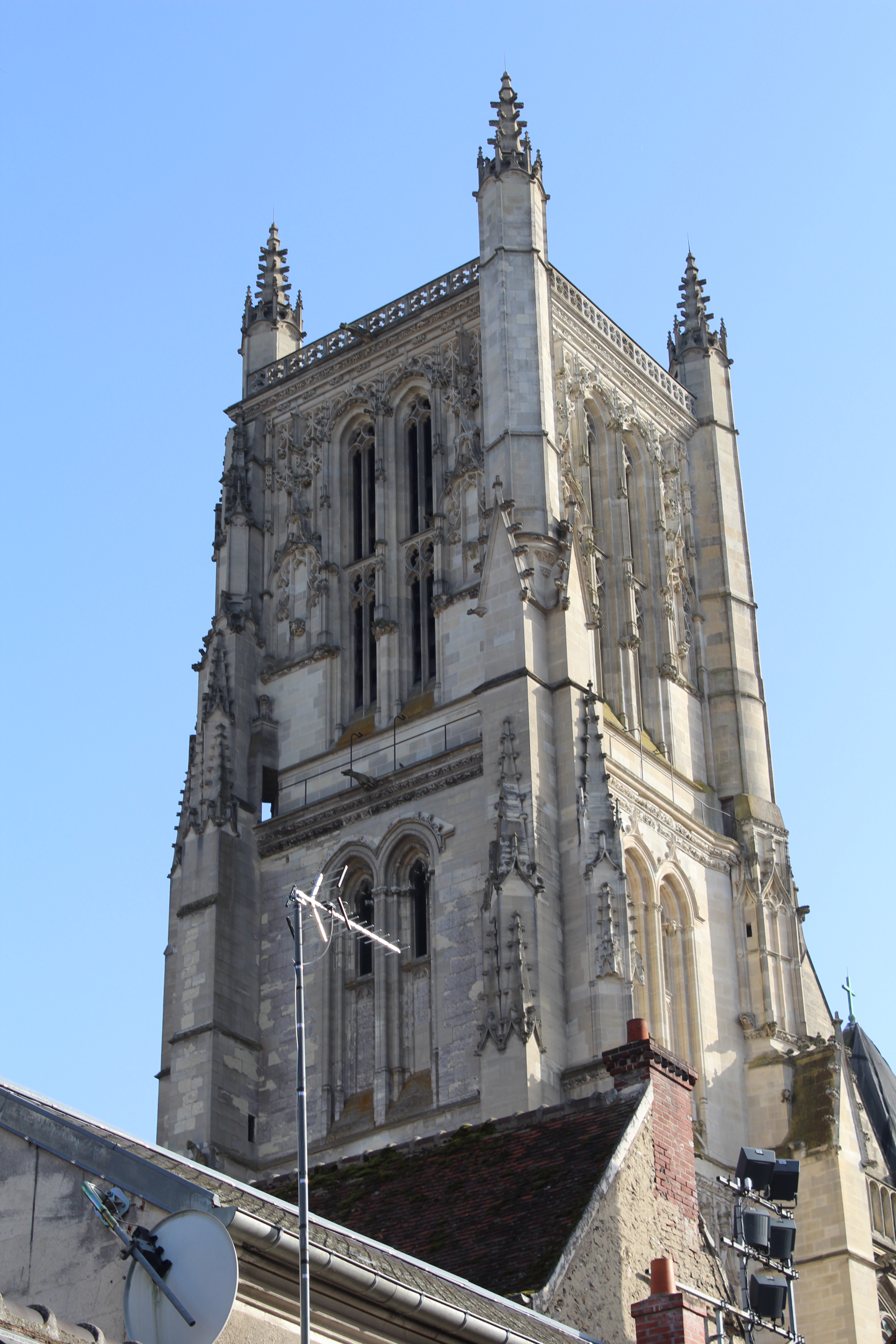
Башня собора